# Шейх Н'Доє
Шейх Н'Доє (фр. Cheikh N'Doye, нар. 29 березня 1986, Рюфіск) — сенегальський футболіст, півзахисник клубу «Бірмінгем Сіті» та національної збірної Сенегалу.

## Клубна кар'єра
Розпочав грати у футбол на батьківщині за клуб «Якаар».
2009 року відправився до Франції, де став виступати за нижчоліговий клуб «Епіналь». Відіграв за команду з Епіналя наступні три сезони своєї ігрової кар'єри. Більшість часу, проведеного у складі «Епіналя», був основним гравцем команди і за підсумками сезону 2010/11 вийшов з командою до третього дивізіону.
2012 року уклав контракт з іншим клубом третього французького дивізіону «Кретеєм», у складі якого провів наступні три роки своєї кар'єри гравця. В першому ж сезоні Н'Доє допоміг клубу зайняти перше місце і вийти в Лігу 2, де провів наступні два сезони. Граючи у складі «Кретея», також здебільшого виходив на поле в основному складі команди.
До складу клубу «Анже» приєднався влітку 2015 року. У складі нового клубу 8 серпня дебютував у Лізі 1 в матчі проти «Монпельє» (2:0). Загалом відіграв за команду з Анже 65 матчів у Лізі 1.
Влітку 2017 року Н'Доє в статусі вільного агента підписав контракт з англійським «Бірмінгем Сіті». 5 серпня в матчі проти «Іпсвіч Таун» він дебютував у Чемпіоншипі.

## Виступи за збірну
31 травня 2014 року дебютував в офіційних іграх у складі національної збірної Сенегалу в товариському матчі проти збірної Колумбії (2:2), в якому відразу відзначився дебютним голом за збірну.
У складі збірної був учасником Кубка африканських націй 2017 року в Габоні  та чемпіонату світу 2018 року у Росії.
Наразі провів у формі головної команди країни 21 матч, забивши 2 голи.
| Дата       | Місто        | Господарі   | Результат | Гості      | Турнір                                   | Голи | Примітки |
| ---------- | ------------ | ----------- | --------- | ---------- | ---------------------------------------- | ---- | -------- |
| 31-5-2014  | Буенос-Айрес | Колумбія    | 2 – 2     | Сенегал    | товариський матч                         | 1    |          |
| 13-11-2015 | Антананаріву | Мадагаскар  | 2 – 2     | Сенегал    | Відбір до ЧС 2018                        | -    | 80'      |
| 17-11-2015 | Дакар        | Сенегал     | 3 – 0     | Мадагаскар | Відбір до ЧС 2018                        | -    | 68'      |
| 26-3-2016  | Дакар        | Сенегал     | 2 – 0     | Нігер      | Відбір до Кубка африканських націй 2017  | -    | 67'      |
| 29-3-2016  | Ніамей       | Нігер       | 1 – 2     | Сенегал    | Відбір до Кубка африканських націй 2017  | -    |          |
| 28-5-2016  | Кігалі       | Руанда      | 0 – 2     | Сенегал    | товариський матч                         | -    | 72'      |
| 3-9-2016   | Дакар        | Сенегал     | 2 – 0     | Намібія    | Відбір до Кубка африканських націй 2017  | -    | 84'      |
| 8-10-2016  | Дакар        | Сенегал     | 2 – 0     | Кабо-Верде | Відбір до ЧС 2018                        | -    | 62'      |
| 12-11-2016 | Полокване    | ПАР         | 2 – 1     | Сенегал    | Відбір до ЧС 2018                        | 1    | 46'      |
| 8-1-2017   | Браззавіль   | Лівія       | 1 – 2     | Сенегал    | товариський матч                         | -    | 58'      |
| 19-1-2017  | Франсвіль    | Сенегал     | 2 – 0     | Зімбабве   | Кубок африканських націй 2017 - 1-й етап | -    | 84'      |
| 23-1-2017  | Франсвіль    | Сенегал     | 2 – 2     | Алжир      | Кубок африканських націй 2017 - 1-й етап | -    |          |
| 23-3-2017  | Лондон       | Нігерія     | 1 – 1     | Сенегал    | товариський матч                         | -    |          |
| 27-3-2017  | Париж        | Кот-д'Івуар | 1 – 1     | Сенегал    | товариський матч                         | -    | 74'      |
| 6-6-2017   | Дакар        | Сенегал     | 0 – 0     | Уганда     | товариський матч                         | -    | 62'      |
| 7-10-2017  | Прая         | Кабо-Верде  | 0 – 2     | Сенегал    | Відбір до ЧС 2018                        | 1    | 89'      |
| Усього     |              | Матчів      | 16        |            | Голів                                    | 3    |          |